# Frémicourt
Frémicourt ist eine französische Gemeinde mit 239 Einwohnern (Stand 1. Januar 2022) im Département Pas-de-Calais in der Region Hauts-de-France. Sie gehört zum Arrondissement Arras und zum Kanton Bapaume.

## Lage
Die Gemeinde Frémicourt liegt am Südöstrand des Artois, 23 Kilometer südlich von Arras und 21 Kilometer westsüdwestlich von Cambrai. Nachbargemeinden von Frémicourt sind Vaulx-Vraucourt im Norden, Beugny im Osten, Haplincourt im Südosten, Bancourt im Südwesten sowie Beugnâtre im Nordwesten.

## Bevölkerungsentwicklung
| Jahr                       | 1962 | 1968 | 1975 | 1982 | 1990 | 1999 | 2006 | 2016 | 2022 |
| Einwohner                  | 303  | 301  | 260  | 219  | 253  | 285  | 316  | 248  | 239  |
| Quellen: Cassini und INSEE |      |      |      |      |      |      |      |      |      |

## Sehenswürdigkeiten

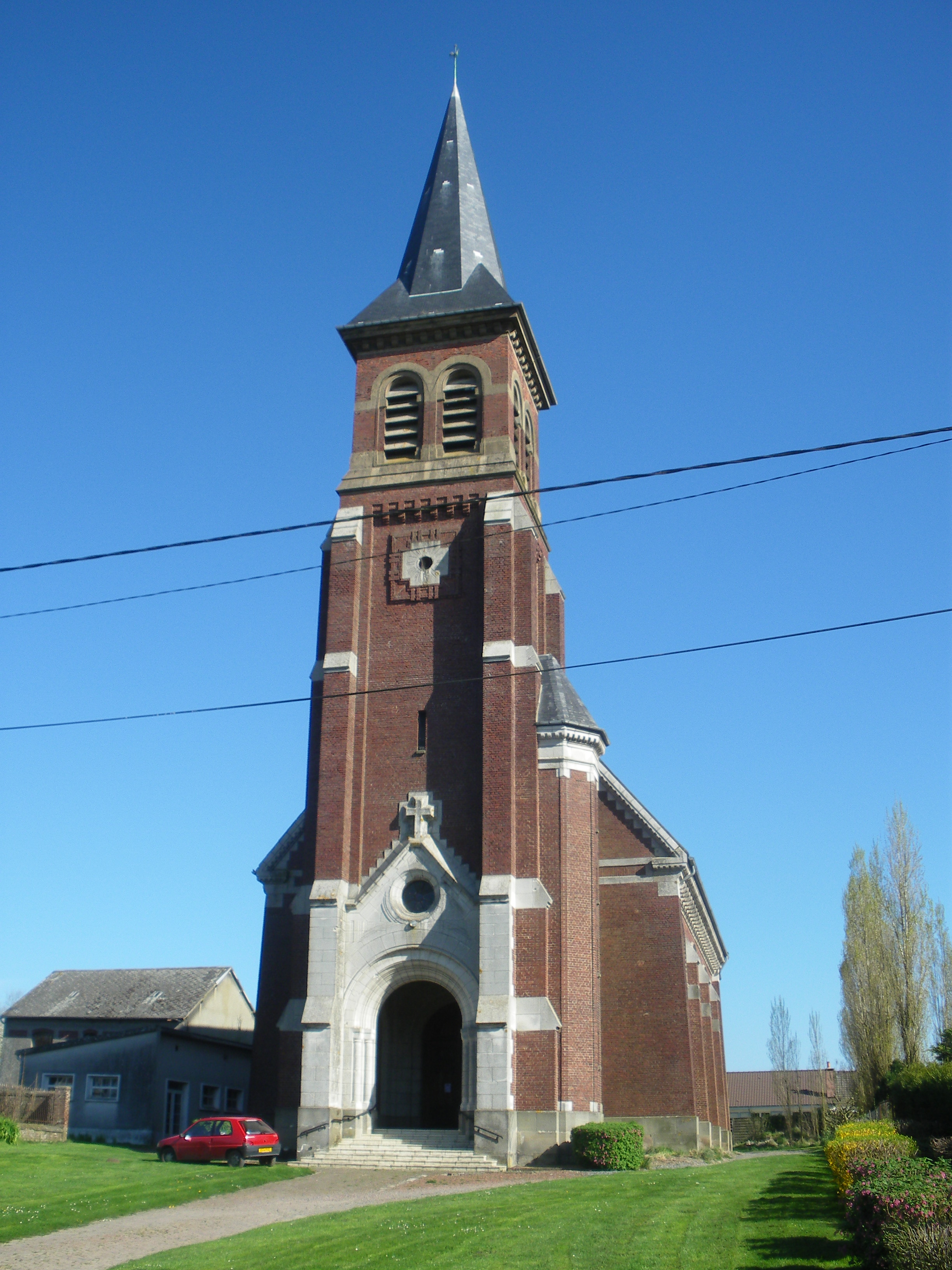
Kirche Saint-Amand
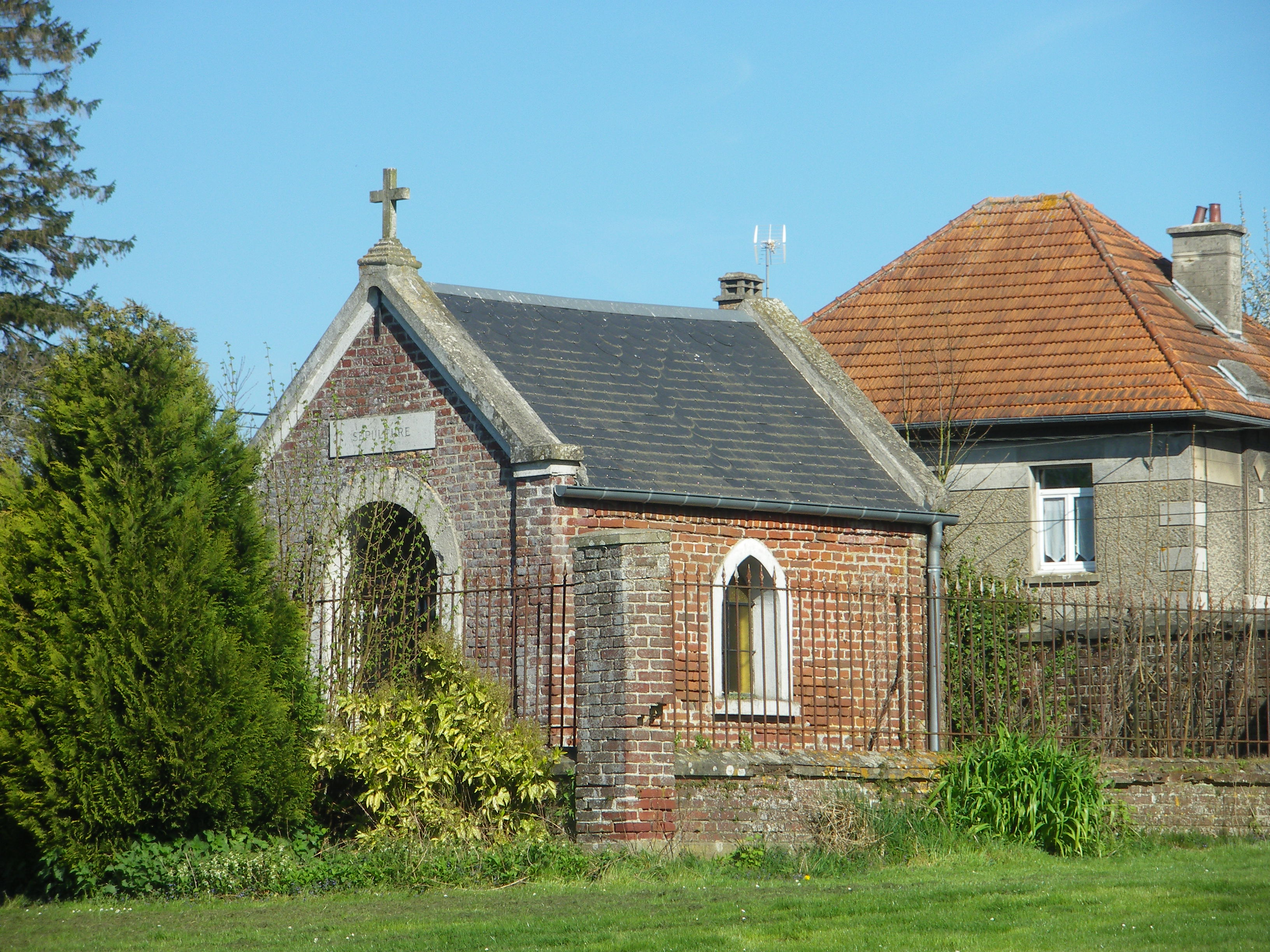
Friedhofskapelle
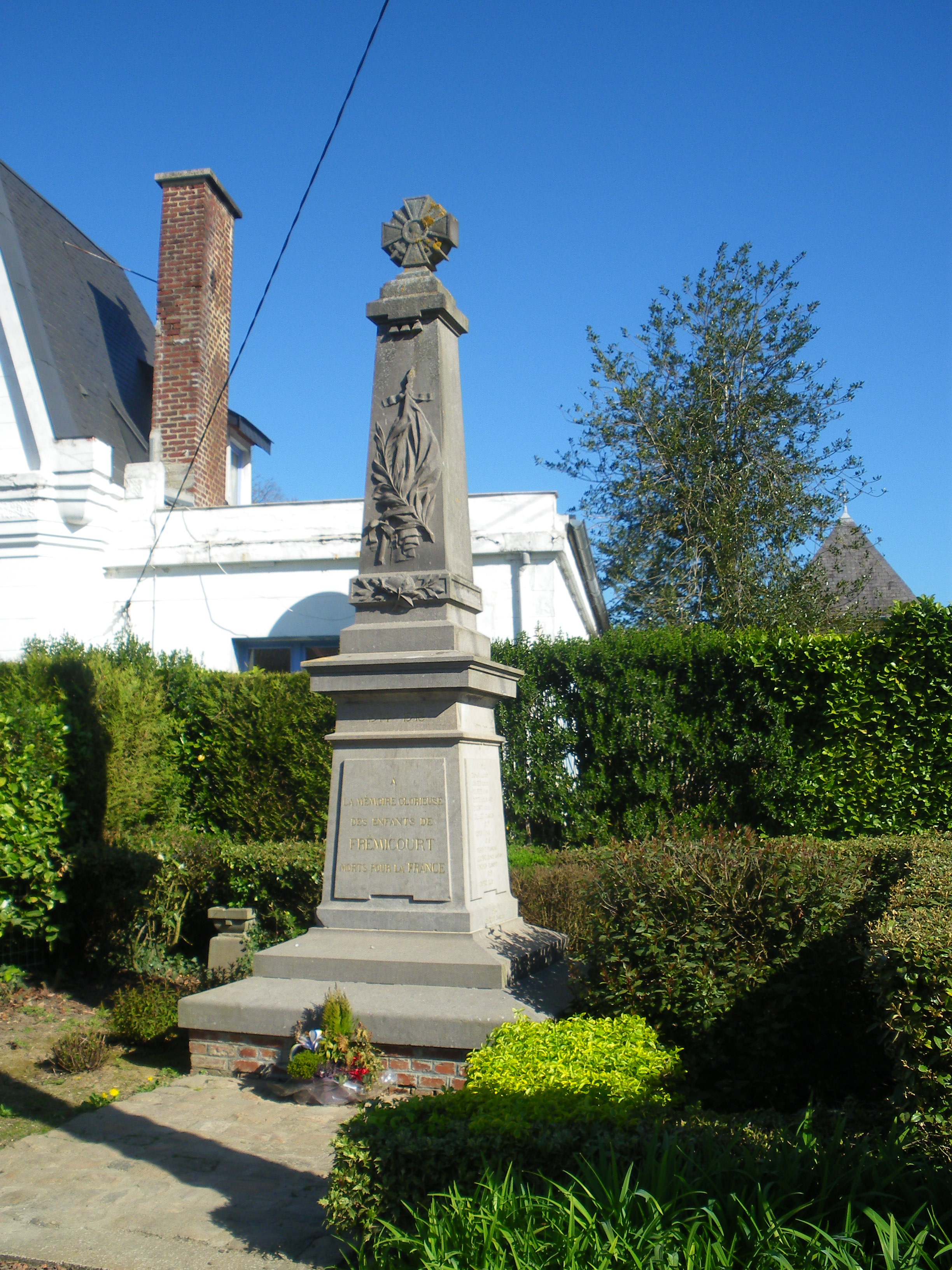
Gefallenendenkmal

- Wasserturm

- Kirche Saint-Amand
- Friedhofskapelle
- Gefallenendenkmal